# La Nocle-Maulaix
 La Nocle-Maulaix  es una población y comuna francesa, situada en la región de Borgoña, departamento de Nièvre, en el distrito de Ville de Château-Chinon y cantón de Fours.

## Demografía
| 543 | 541 | 552 | 450 | 376 | 332 |
| Para los censos de 1962 a 1999 la población legal corresponde a la población sin duplicidades (Fuente: INSEE [Consultar]) |     |     |     |     |     |